# Strumigenys helytruga
Strumigenys helytruga är en myrart som beskrevs av Bolton 1983. Strumigenys helytruga ingår i släktet Strumigenys och familjen myror. Inga underarter finns listade i Catalogue of Life.